# Miha Kosi
Miha Kosi, slovenski zgodovinar, * 5. julij, 1965, Ljubljana
Kosi je leta 1994 na Filozofski fakulteti Univerze v Ljubljani diplomiral iz zgodovine, 1996 iz geografije, leta 2001 je prav tam tudi doktoriral iz zgodovine.
Od leta 1996 je zaposlen na Zgodovinskem inštitutu Milka Kosa ZRC SAZU, raziskuje pa srednjeveško zgodovino, predvsem zgodovino prometa, urbanih naselij, križarskih vojn in viteških redov. 
Ukvarja se tudi s historično geografijo in je soavtor pomembnega Slovenskega zgodovinskega atlasa (2011). 
Objavil je tri monografije in vrsto razprav. Kot docent predava srednjeveško zgodovino na Univerzi v Novi Gorici.

## Dela
- Templarji na Slovenskem : prispevek k reševanju nekaterih vprašanj srednjeveške zgodovine Prekmurja, Bele Krajine in Ljubljane. Zbirka Zgodovinskega časopisa, 13. Ljubljana, 1995
- Potujoči srednji vek : cesta, popotnik in promet na Slovenskem med antiko in 16. stoletjem. Zbirka ZRC, 20. Ljubljana, 1998
- »The Age of the Crusades in the South-East of the Empire : Between the Alps and the Adriatic«. V Zsolt Hunyadi, ur. The Crusades and the Military Orders : Expanding the Frontiers of Medieval Latin Christianity. Budapest, 2001. S. 123-165
- »... quae terram nostram et Regnum Hungariae dividit ... : razvoj meje cesarstva na Dolenjskem v srednjem veku«. Zgodovinski časopis 56 (2002). S. 43-93
- »Cruciferi - Crucesignati : prispevek k zgodovini križarskih vojn in križarskih viteških redov v 12.-13. stoletju«. V Darja Mihelič, ur. Ad fontes : Otorepčev zbornik. Ljubljana, 2005. S. 303-343
- »Nastanek mesta Gorica - dileme in nove perspektive«, Kronika 55 (2007). S. 171-184. Dokument v zbirki Digitalne knjižnice Slovenije.
- Zgodnja zgodovina srednjeveških mest na Slovenskem : primerjalna študija o neagrarnih naselbinskih središčih od zgodnjega srednjega veka do 13. stoletja. Thesaurus memoriae : Opuscula, 1. Ljubljana, 2009. ISBN 978-961-254-115-6
- "Stadtgründung und Stadtwerdung : Probleme und Beispiele aus dem slowenischen Raum". Pro civitate Austriae 14 (2009). S. 5-21.
- Golec, Boris, France M. Dolinar, Aleš Gabrič, Miha Kosi in Tomaž Nabergoj. Slovenski zgodovinski atlas. Ljubljana, 2011. ISBN 978-961-6580-89-2